# Fox (cognome)
Fox (anche nelle varianti Foxe e Foxx) è un cognome di lingua inglese.

## Etimologia
Fox, che significa volpe, è un cognome derivato da un soprannome.

## Famiglie
Alcune celebri famiglie con questo cognome:
- Fox - influente famiglia di Falmouth del XIX secolo
- Sorelle Fox - sorelle statunitensi del XIX secolo che si spacciarono per medium in contatto con gli spiriti

## Persone
- James Fox, attore britannico
- Laurence Fox, attore britannico
- Michael J. Fox, attore e chitarrista statunitense